# 丸川杜父魚屬
丸川杜父魚屬是輻鰭魚綱鱸形目鉤吻杜父魚科的一個屬。

## 分類
本屬下分2種，如下：
- 游走丸川杜父魚 Marukawichthys ambulator ：又稱游走丸川冰魚。
- 太平洋丸川杜父魚 Marukawichthys pacificus

## 外部連結
1. 台灣魚類資料庫